# Горынь, Богдан Николаевич
Богда́н Никола́евич Горы́нь (укр. Богдан Миколайович Горинь; род. 10 февраля 1936) — украинский политический деятель, советский диссидент, журналист и искусствовед, брат Михаила Горыня. Лауреат Национальной премии Украины имени Тараса Шевченко (2019).

## Биография
Родился 10 февраля 1936 года в селе Книсело Львовского воеводства Польши (теперь Львовская область Украины). Отец Богдана Горыня Николай Михайлович был активистом ОУН, за что его семья в 1944 году была выслана в Сибирь. По дороге Горыням удалось, однако, бежать и вернуться на Западную Украину. Мать Стефания Даниловна Горынь (в девичестве Грек) была крестьянкой. В 1954 году Богдан Горынь поступил на филологический факультет Львовского государственного университета, который он закончил в 1959. После этого он учительствовал в средней школе № 7 города Львова. С 1962 Богдан Горынь работал научным сотрудником львовского музея украинского искусства.
В 1963 Богдан Горынь вместе со своим старшим братом Михаилом и другими близкими людьми создал подпольную диссидентскую группу «Подснежник». За участие в этой группе в 1965 Богдан Горынь был осуждён на 3 года тюремного заключения по статье «Антисоветская агитация и пропаганда».
Выйдя в 1968 из тюрьмы, Богдан Горынь долгое время не мог найты работу, подрабатывал то кочегаром, то маляром. В 1976 он устроился работать старшим научным сотрудником львовской картинной галереи. В то же время Богдан Горынь поддерживал тесные отношения с Украинской хельсинкской группой; смог, однако, в отличие от своего брата избежать повторного тюремного заключения.
В декабре 1987 Богдан Горынь вступил в Украинский хельсинкский союз, прообраз первой оппозиционной по отношению к советской власти украинской партии. Кроме того он работал в созданном Вячеславом Черноволом журнале «Украинский вестник».
В 1989 Богдан Горынь устроился на работу во Львовский исторический музей. В это же время он активно участвует в создании Народного руха Украины (НРУ). Однако как и его брат, он покинул НРУ и вступает в недавно созданную Украинскую республиканскую партию (УРП).
30 марта 1990 Богдан Горынь был избран народным депутатом Украины, получив 77,12 % голосов при 5 претендентах (по одномомандатному округу № 272).
27 апреля 1994 Богдан Горынь участвовал в очередных парламентских выборах в качестве кандидата в депутаты от одномандатного округа № 356. В то время, как его брат Михаил, глава УРП, на тех же выборах проиграл, менее видный партийный деятель Богдан в Верховную раду прошёл, набрав 61,11 % голосов при 7 претендентах. В том же году он возглавил Институт исследований диаспоры (до 1996).
Постепенно брат Богдана Горыня вступил в конфликт с партийной элитой и 15 марта 1997 был исключён из УРП с группой своих соратников. Среди этих соратников был и Михаил Горынь, поддерживавший своего брата на всех этапах жизни. Сразу после исключения из партии Горыни и их единомышленники создали Республиканскую христианскую партию, в которой Богдан занял место одного из членов центрального правления.
После окончания своего депутатского мандата в 1998 Богдан Горынь ушёл из большой политики и занялся научной деятельностью.

## Награды
- Орден князя Ярослава Мудрого V степени (26 ноября 2005 года) — за весомый личный вклад в национальное и государственное возрождение Украины, самоотверженность в борьбе за утверждение идеалов свободы и независимости, активную общественную деятельность[1].
- Орден «За заслуги» II степени (9 февраля 2001 года) — за активное и последовательное отстаивание идеи независимой Украины, многолетнюю плодотворную общественную деятельность[2].
- Орден «За заслуги» III степени (27 июня 1997 года) — за личный вклад в разработку, подготовку и принятие Конституции Украины, активную законотворческую работу[3].
- Юбилейная медаль «20 лет независимости Украины» (19 августа 2011 года) — за значительный личный вклад в социально-экономическое, научно-техническое и культурно-образовательное развитие Украинского государства, весомые трудовые достижения и многолетний добросовестный труд[4].
- Национальная премия Украины имени Тараса Шевченко (7 марта 2019 года) — за эссе-коллаж «Святослав Гордынский на фоне эпохи» в двух книгах[5].